# سي 8 (قناة تلفزيونية فرنسية)

سي 8 هي قناة تلفزيونية فرنسية مجانية تملكها كنال+ .

## تاريخ
تم إطلاق سي 8 في عام 2012 ، لتحل محل ديركت 8 ، بعد شرائها إلى مجموعة بولير .
تم تغيير اسم دي 8 إلى سي 8 في 5 سبتمبر 2016.  

## روابط خارجية
- الموقع الرسمي
 (بالفرنسية)